# Autoportrait avec le portrait de Gauguin
Autoportrait avec le portrait de Gauguin est un tableau réalisé par le peintre français Émile Bernard en 1888 à Pont-Aven, dans le Finistère. De format horizontal, cette huile sur toile est un autoportrait dans lequel l'artiste se figure en buste devant un mur bleu où sont accrochés un portrait de Paul Gauguin et une estampe japonaise. Une commande de Vincent van Gogh, l'œuvre lui est dédiée par une inscription en coin qui désigne comme un « copaing » le confrère néerlandais alors dans le Sud de la France. Elle est conservée au musée Van-Gogh, à Amsterdam. Elle y a pour pendant l'Autoportrait avec le portrait de Bernard, par Gauguin.

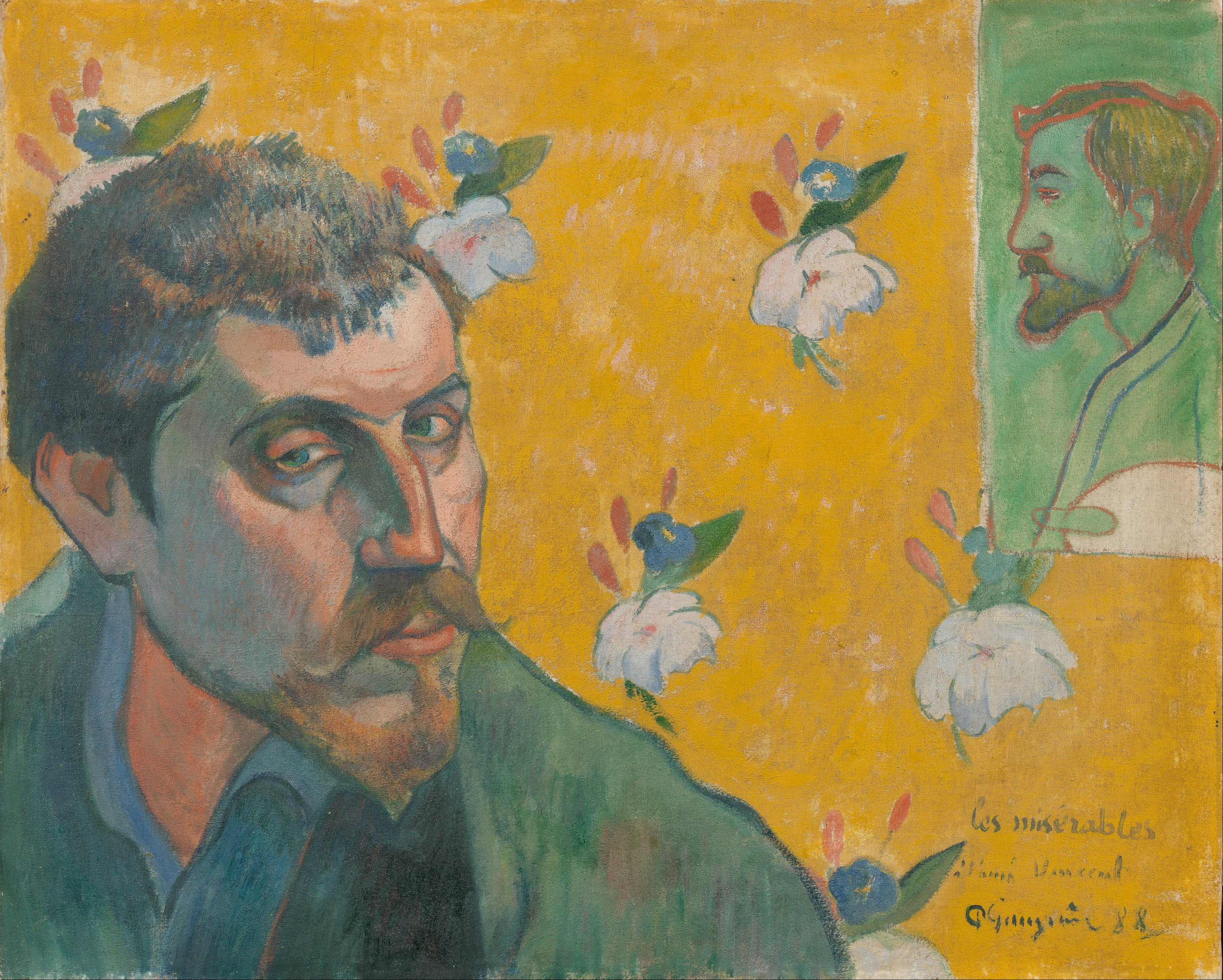
Paul Gauguin, Autoportrait avec le portrait de Bernard, 1888 – Musée Van-Gogh, Amsterdam.